# Соколов, Сергей Николаевич (художник)
Сергей Николаевич Соколов (род. 27 июля 1956 года, Кинешма) — заслуженный художник Российской Федерации (2009), иконописец, руководитель иконописной мастерской им. Гурия Никитина, член Союза художников России, член-корреспондент Российской Академии Художеств (РАХ), Вице-президент международной академии искусств (МАСИ).

## Биография
Родился 27 июля 1956 года в городе Кинешма Ивановской области. Стать художником мечтал с детства. В 1975 окончил Ивановское художественное училище. После поступил в Ленинградский институт живописи скульптуры и архитектуры им. И. Е. Репина на факультет станковой живописи, который окончил с отличием в 1984 г.
После окончания института живёт и работает в Ярославле. В 1987 г. стал членом Союза художников СССР, а в 1991 г. Союза Художников России, где и состоит по сей день.
В 1994—1997 и 2005—2010 годах преподавал в Ярославском художественном училище, вёл курс живописи, рисунка и станковой композиции.
С 1985 г. — постоянный участник областных, зональных, республиканских и всесоюзных выставок, групповых выставок в России, Германии и Франции.
Сергей Соколов является автором портретной галереи почетных граждан города Ярославля.
Он также автор интерьеров и монументальных росписей общественных учреждений: музея истории города Ярославля, ресторана «Шато» (Ярославль), кафе «Сказка» (Ярославль), кафе «Жар-птица» (Ярославль).
Станковые произведения художника находятся в Ярославском художественном музее, Музее истории города Ярославля, Ивановском областном художественном музее, международной конфедерации Союза Художников (г. Москва), Музее МАРХИ (г. Москва), Галерее «Александр» (Париж), частных собраниях России, США, Франции, Германии и других странах.

### Иконописная мастерская
С 1991 года Сергей Соколов занимается иконописью. Он является руководителем иконописной мастерской им. Гурия Никитина, созданной по благословению архиепископа Костромского и Галичского Александра (Могилева) (2003 г.), где работают мастера иконописи и стенописи, реставраторы и мастера других направлений церковного и прикладного искусства.
Здесь создаются иконы в лучших традициях мастеров Оружейной Палаты, Ярославской и Костромской иконы XVII в., школы Московской иконописи XV—XVI вв., а также в Новоафонском стиле конца XIX— начала XX вв. и в академической манере письма.
В мастерской изготавливают иконы для иконостасов, храмовые иконы, венчальные иконы, семейные именные иконы, мерные иконы на рождение детей, киоты. Также принимаются заказы на портреты, осуществление реставрационных работ, монументальные живописи и оформление интерьеров.
Иконы, созданные в мастерской, находятся в храмах России, Казахстана, Украины, и Бельгии.
На сегодняшний день, под руководством Сергея Соколова создано более 30 иконостасов в России и за рубежом, в числе которых Успенский Кафедральный собор (г. Нур-Султан), Иверско-Серафимовский женский монастырь (г. Алматы), Церковь Архангела Михаила (Бельгия), Патриаршее Крутицкое подворье (г. Москва), храм Параскевы Пятницы (г. Ярославль), Никитский мужской монастырь (г. Переславль-Залесский), Богоявленско-Анастасиин женский монастырь (г. Кострома) и др., а также — иконы для первых лиц государства.
Работа иконописной мастерской отмечена высокими наградами Русской Православной Церкви.

## Награды
- Почетная грамота архиепископа Ивановского и Кинешемского Амвросия (1996 год)
- Орден преподобного Сергия Радонежского III степени и памятная медаль преподобного Тихона Луховского (2006 год)
- Почетная грамота мэра города Ярославля (2008 год)
- Почетное звание «Заслуженный художник Российской Федерации» (2009 год)
- Юбилейная медаль «1000-летие города Ярославля» (2010 год)
- Орден преподобного Андрея Рублева III степени и медаль 140-летия основания Туркестанской епархии (2012 год)
- Золотая медаль Союза художников РФ (2013 год)
- Юбилейной медаль «700-летия явления Толгской иконы Божией матери» (2014 год)
- Лауреат ярославской областной премии им. А. М. Опекушина в области изобразительного искусства (2015 год)[3]
- Юбилейная медаль святого великого князя Владимира (2015 год)
- Орден преподобного Андрея Рублева II степени (2016 год)
- Золотая медаль Российской Академии Художеств «Достойному» (2018 год)[4][5].
- Почетная грамота епископа Переславского и Угличского  Феоктиста (2019 год)
- Золотая медаль в номинации конфессиональное искусство международного конкурса “Искусство. Совершенство. Признание” (2019 год)
- Серебряная медаль в номинации живопись международного конкурса “Искусство. Совершенство. Признание” (2019 год)
- Общественное звание "Почетный деятель искусств России" (2019)
- Благодарственное письмо епископа Кокшетауского и Акмолинского Серапиона (2020 год)
- Кавалер ордена Международной академии современного искусства (МАСИ) «Звезда виртуоза» (2020 год)[6]
- Орден «Почетный гражданин России» (2020 год)[6]
- Лауреат премии Казахстанского митрополичьего округа РПЦ им. Митрополита Иосифа (Чернова) (2020 год)[7]
- Почетный Знак города Ярославля III степени (2020 год)
- Лауреат Российской премии искусств (Медаль им. Андрея Рублева за Духовность и высокие достижения в изобразительном искусстве на протяжении многих лет) (2021год)
- Благодарственное письмо от департамента культуры г. Москвы(ГБУК г. Москвы «Библиотека-читальня им. И.С. Тургенева») (2021 год)
- Орден «Элитарх» (Элита Архитектуры и строительства) 1-й степени За особый вклад в развитие Архитектурно-Строительного комплекса РФ и высокие творческие достижения. (2021год)
- член-корреспондент Российской Академии Художеств (2022 год)

## Выставки
- 1999 — персональная выставка в Ярославле, в центральном выставочном зале Союза художников РФ.
- 2009 — персональная выставка в Ярославле, в центральном выставочном зале Союза художников РФ[8].
- 2015 — персональная выставка в галерее «Классика», г. Иваново[9].
- 2016 — юбилейная персональная выставка в Ивановском областном художественном музее[10].
- 2017 — персональная выставка в Ярославле, в центральном выставочном зале Союза художников РФ[11].
- 2018 — персональная выставка в Кинешме, в Кинешемском художественно-историческом музее[12]
- 2021 - персональная выставка в Данилове,  ДАНИЛОВСКАЯ ХУДОЖЕСТВЕННАЯ ГАЛЕРЕЯ[13]